# Рот, Филип
Фи́лип Ми́лтон Рот (англ. Philip Milton Roth; 19 марта 1933 — 22 мая 2018) — американский писатель, автор более 25 романов, лауреат Пулитцеровской премии (1998) и Международной Букеровской премии (2011).

## Биография
Родился в городе Ньюарк штата Нью-Джерси в семье еврейских иммигрантов — отец происходил из Козлова (Галиция), мать из Киевской губернии.
Окончил Бакнеллский университет в 1954 году. Три года преподавал литературу в Чикагском университете, рецензировал кинофильмы и телепрограммы для газеты «Нью Репаблик». Впервые опубликовал сборник повестей и рассказов «Прощай, Коламбус» в 1959 году. Был удостоен за него Национальной книжной премии. Первый роман Рота «Наплевательство» вышел в 1962 году. Ещё большая известность пришла после публикации в 1969 году романа «Случай Портного». Ставший бестселлером роман «Заговор против Америки» описывает страну с профашистским режимом, который насадил лётчик Чарльз Линдберг, победивший Рузвельта на выборах 1940 года.
Филип Рот — лауреат Пулитцеровской премии (1998), премии Франца Кафки (2001) и Американской литературной премии ПЕН/Фолкнер (2007), награждён Национальной гуманитарной медалью США (2010). В знак признания литературных заслуг Рота власти его родного города Ньюарк назвали его именем одну из городских площадей.
В сентябре 2013 года министр иностранных дел Франции Лоран Фабиус торжественно вручил писателю высшую французскую награду — орден Почётного легиона.
Также отмечен Emerson-Thoreau Medal Американской академии искусств и наук (2013).
С 1990 по 1995 год был женат на британской актрисе Клэр Блум.

### Трилогия о Дэвиде Кипеше
- «Грудь»[англ.] / The Breast (1972, рус. перевод 1993)
- «Профессор Желания»[англ.] / The Professor of Desire (1977, рус. перевод 1994)
- «Умирающее животное»[англ.] / The Dying Animal (2001, рус. перевод 2009)

### Романы о Цукермане
Трилогия «Скованный Цукерман» / Zuckerman Bound
- Литературный негр / The Ghost Writer (1979, рус. перевод Призрак писателя 2018)
- Освобождённый Цукерман / Zuckerman Unbound (1981, рус. перевод Цукерман освобождённый 2018)
- Урок анатомии / The Anatomy Lesson (1983, рус. перевод 2019)

Эпилог
- Пражская оргия / The Prague Orgy (1985, рус. перевод 2019)

### Прочие романы
- Прощай, Коламбус / Goodbye, Columbus (1959, рус. перевод 1994)
- Наплевательство / Letting go (1962)
- Она была такая хорошая / When She Was Good (1967, рус. перевод 1971)
- «Случай Портного» / Portnoy’s Complaint (1969, рус. перевод 2001)
- Наша банда / Our Gang (1971, рус. перевод 1998/1999)
- Большой американский роман / The Great American Novel (1973)
- Моя мужская правда / My Life as a Man (1974, рус. перевод 2002)
- Другая жизнь/ Counterlife (1986, рус. перевод 2010)
- Обман / Deception (1990, рус. перевод 2018)
- По наследству / Patrimony. A True Story (1991, рус. перевод 2010[10])
- Операция «Шейлок» / Operation Shylock (1993, рус. перевод 2018)
- Театр Шаббата / Sabbath’s Theater  (1995, рус. перевод 2009)
- «Американская пастораль» / American Pastoral (1997, рус. перевод 2007) — Пулитцеровская премия за художественную книгу
- Мой муж — коммунист / I Married a Communist (1998, рус. перевод 2007)
- Людское клеймо / The Human Stain (2000, рус. перевод 2004[11])
- Заговор против Америки / The Plot Against America (2004, рус. перевод 2008)
- Обычный человек / Everyman (2006, рус. перевод 2008)
- Призрак уходит / Exit Ghost (2007, рус. перевод 2010)
- Возмущение / Indignation (2008, рус. перевод 2008)
- Унижение / The Humbling (2009, рус. перевод 2013)
- Немезида / Nemesis (2010, рус. перевод 2011)

## Экранизации
- 1969 — Прощай, Колумб (англ. Goodbye, Columbus) — по роману «Прощай, Коламбус» (1959)
- 1972 — Случай Портного (англ. Portnoy’s Complaint) — по роману «Случай Портного» (1969)
- 2003 — Запятнанная репутация (англ. The Human Stain) — по роману «Людское клеймо» (2000)
- 2008 — Элегия (англ. Elegy) — по роману «Умирающее животное» (2001)
- 2014 — Унижение (англ. The Humbling) — по роману «Унижение» (2009)
- 2016 — Возмущение (англ. Indignation) — по роману «Возмущение» (2008)
- 2016 — Американская пастораль (англ. American Pastoral) — по роману «Американская пастораль» (1997)
- 2020 — Заговор против Америки (англ. The Plot Against America) (мини-сериал) — по роману «Заговор против Америки» (2004)
- 2021 — Внебрачные связи (англ. Deception) — по роману «Обман» (1990)